# Mihai Tudor
Mihai Tudor (n. 16 octombrie 1947) a fost un deputat român în legislatura 1990-1992, ales în județul Vâlcea pe listele partidului FSN.